# Конвенсьон
Конвенсьон (исп. Convención) — город и муниципалитет в северо-восточной части Колумбии, на территории департамента Северный Сантандер. Входит в состав Западного субрегиона.

## История
Поселение, из которого позднее вырос город, было основано 6 ноября 1829 года епископом Санта-Марты Хосе Марией Эстевесом Руисом де Коте. Муниципалитет Конвенсьон был выделен в отдельную административную единицу 25 ноября 1829 года.

## Географическое положение

Муниципалитет Конвенсьон

Город расположен в западной части департамента, в горной местности Восточной Кордильеры, на расстоянии приблизительно 105 километров к северо-западу от города Кукута, административного центра департамента. Абсолютная высота — 931 метр над уровнем моря.
Муниципалитет Конвенсьон граничит на западе с территорией муниципалитета Эль-Кармен, на востоке — с муниципалитетом Теорама, на юге — с территорией департамента Сесар, на севере — с территорией Венесуэлы. Площадь муниципалитета составляет 829 км².

## Население
По данным Национального административного департамента статистики Колумбии, совокупная численность населения города и муниципалитета в 2015 году составляла 13 569 человек.
Динамика численности населения муниципалитета по годам:
| 2005   | 2006   | 2007   | 2008   | 2009   | 2010   | 2011   | 2012   | 2013   | 2014   | 2015   |
| ------ | ------ | ------ | ------ | ------ | ------ | ------ | ------ | ------ | ------ | ------ |
| 16 605 | 16 202 | 15 887 | 15 575 | 15 273 | 14 974 | 14 679 | 14 393 | 14 107 | 13 835 | 13 569 |

## Экономика
Основу экономики Конвенсьона составляет сельское хозяйство.